# Саракаев, Хамзат Ибрагим-Бекович
Хамза́т Ибрагим-Бе́кович Сарака́ев (31 декабря 1927, Ведено, Чечено-Ингушская АССР, РСФСР, СССР — 17 апреля 2013, Грозный, Чеченская Республика, Россия) — чеченский детский писатель, поэт, журналист, переводчик, член Союза писателей Чечни, член Союза писателей и Союза журналистов России.

## Родители
Отец — известный писатель Ибрагим-Бек Саракаев. Мать Мариам Саракаева — племянница знаменитого нефтепромышленника Абдул-Меджида (Тапы) Чермоева. Она была первой из чеченок — выпускниц Грозненской женской гимназии. Халид Ошаев писал о ней:

«В 20-х годов XX века, когда в чеченском обществе ещё крепко бытовали законы адата и шариата, которые строго-настрого запрещали женщине участвовать в общественно-политической жизни, Мариам была первой горянкой, ставшей в 1925—1926 годах сотрудницей первой чеченской газеты „Серло“. Она работала в редакции переводчицей».

## Биография
Хамзат Саракаев родился в селе Ведено. Отец умер в 1934 году. Мать была репрессирована. Воспитывался русской няней-дворянкой в семье дяди Азиса. Учился в Веденской школе-интернате для сирот. В 1944 году был депортирован. Жил в городах Джамбул и Чимкент. В 1951 году, без разрешения коменданта выехав из Казахстана в Туркмению, окончил училище речного и морского плавания в Чарджоу. Получил звание старшего лейтенанта флота. Был помощником капитана, плавал по реке Иртыш. В 1957 году, по просьбе старшего брата, вернулся на родину.
Работал старшим редактором Чечено-Ингушского радио. Был главным редактором и издателем журналов «Низам», «Вайнах» и газеты «Терек». В 2005—2013 годах писатель сотрудничал с журналом «Вайнах».

## Творчество
Первое стихотворение опубликовал в республиканской газете «Ленинский путь» в 1939 году. В 1940 году его стихи были напечатаны в коллективном сборнике молодых литераторов «Наши песни». С 1957 года повести, рассказы, стихи, переводы X. Саракаева регулярно печатаются на страницах республиканских газет, альманахов, коллективных сборников прозы, поэзии и публицистики. Первый сборник его произведений «Первый подвиг» вышел в Грозном в 1972 году.
Им переведены на чеченский язык произведения Льва Толстого «Хаджи-Мурат», «Казаки», «Набег» и другие.